# Popești, Bihor
Popești là một xã thuộc hạt Bihor, România. Dân số thời điểm năm 2002 là 8547 người.